# Altonaer Stadion
L'Altonaer Stadion, également connu sous le nom d'Altonaer Volksparkstadion ou encore de Bahrenfelder Stadion, est un ancien stade de football allemand situé à Bahrenfeld, quartier ouest de l'arrondissement d'Altona de la ville de Hambourg.
Le stade, doté de 42 000 places et inauguré en 1925 puis démoli en 1951, servait d'enceinte à domicile à l'équipe de football du Hambourg SV.

## Histoire
La construction du stade est basée sur les plans du conseiller municipal d'Altona, Gustav Oelsner. Le stade est inauguré le 11 septembre 1925 lors d'une programme gymnastique d'une semaine au cours duquel 50 000 personnes participent. Le premier match de football au stade a lieu deux jours plus tard, lors d'une rencontre entre l'Arbeitersportler Altona (équipe des travailleurs d'Altona) contre le VfL Stötteritz (champions de l'époque de l'ATSB).
Le stade dispose alors d'une tribune de 2 000 places assises et d'environ 40 000 places debout autour du stade.
Étant donné que la ville de Hambourg ne disposait pas d'un stade comparable avant la construction de l'Altonaer Stadion, le Hambourg SV, le principal club de la région, dispute ses matchs à domicile au stade. Les Rothosen remportent leur deuxième championnat d'Allemagne en 1928 avec une victoire 5-2 sur le Hertha BSC. La finale s'est déroulée devant environ 47 000 spectateurs.
Après l'intégration d'Altona à la ville de Hambourg, des plans se mettent en place à l'époque du national-socialisme pour construire un nouveau grand stade (le Hamburger Hauptkampfbahn), qui aurait dû être construit là où se trouve aujourd'hui la City Nord, dans le nord du quartier de Winterhude. Cependant, les plans disparaissent avec la fin du nazisme. Pendant la Seconde Guerre mondiale, la tribune sert de logement à 130 à 210 prisonniers de guerre italiens.
Le premier match d'après-guerre a lieu le 22 juin 1947, lorsque le HSV affronte le Schalke 04 dans le championnat de la zone d'occupation britannique.
La dernière rencontre officielle à se jouer au stade est un derby de Hambourg (HSV - FC St. Pauli), le 22 mai 1949, lors d'un match comptant pour les éliminatoires de l'Oberliga Nord. Le HSV l'emporte 5-3 devant 42 000 spectateurs.
La mauvaise visibilité des spectateurs pendant les matchs conduit finalement les instances politiques de la ville hanséatique à décider de faire construire un nouveau grand stade. Les plans d'une enceinte à Winterhude, déjà envisagée sous les nazis, se soldent rapidement par un échec, car des sans-abri bombardés y vivaient dans des casernes. Le Sénat et le Bürgerschaft de Hambourg votent alors en juillet 1951 la démolition puis la reconstruction sur le même site d'un nouveau stade, avec une capacité de 75 000 spectateurs. L'inauguration du nouveau Volksparkstadion a lieu le 12 juillet 1953.

## Événements

### Matchs internationaux de football
| Date             | Compétition                  | Équipes           | Score | Affluence |
| ---------------- | ---------------------------- | ----------------- | ----- | --------- |
| 21 novembre 1937 | Qualifs. coupe du monde 1938 | Allemagne — Suède | 5-0   | 51 000    |